# 台湾からの引き揚げ

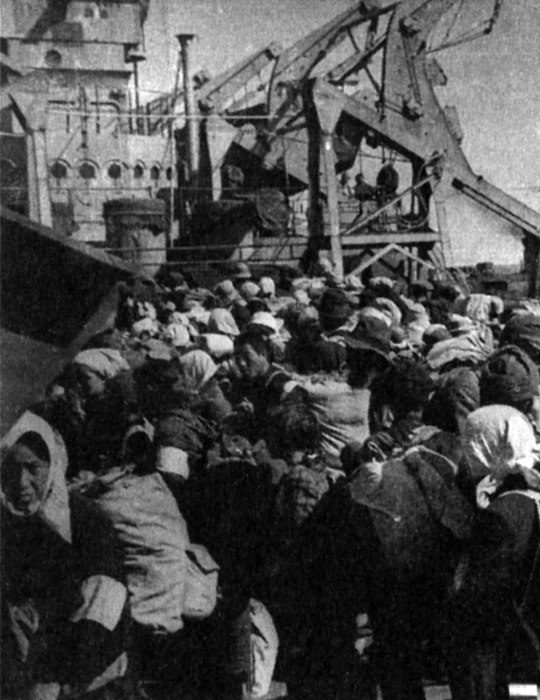
在台日本人の引き揚げ

台湾からの引き揚げ（たいわんからのひきあげ）では、1946年（昭和21年）2月21日から開始された台湾在留日本人の引き揚げについて解説する。

## 概要
1945年、ポツダム宣言受諾による、日本の敗戦に伴い、外地に在留していた日本人の引き揚げ事業が始まった。その開始当初の予定では、台湾以外の他の地区からの帰還を優先させ、台湾からの帰還は最終段階で実施される予定だった。台湾の治安をはじめとする状況が、他の地域（例えば満洲）に比べてはるかに良かったからである。
敗戦を迎えても在台日本人のなかで本国へ引き揚げを希望する者はわずかしかいなかった。彼ら日本人のほとんどが、台湾人によって危害を加えられたり、不安にかられたことがなかったことによる。朝鮮や満洲と比較して、在台日本人の敗戦認識には特異なものが見られる。
多くが都市生活者だった在台日本人は、すでに生活用品の切り売りなどでタケノコ生活に陥っていながらも、住居を追い出されることもなく、敗戦前と同じように市内も自由に歩き回ることができた。また戦前からの紙幣であった台湾銀行券が、敗戦後も主軸通貨として流通していた。朝鮮各地で在朝日本人が日本人世話会を結成していたのと違い、在台日本人は自らを守るための組織をつくろうとしなかったが、これには敗戦前と変わらず台湾総督府が機能していたことが大きな要因であった。しかし、台湾統治の中核は、陳儀率いる行政長官公署による大陸系中国人に握られ、台湾人の政治参加が限定されていることへの不満、大陸から持ち込まれたインフレーション、大陸系中国人と台湾人との言語や習慣の違いに起因する些細な軋轢の積み重なりなどにより、政府に対する不信感・反感は日増しに高まり、やがてその不満は、日本人に対しても向けられるようになった。これまで安閑と過ごしてきた在台日本人のなかからも、接収に伴う失業者の増大や物価の高騰、反日的言動の増加によって、日本への引き揚げを希望する者が次第に増加してきた。
1945年10月になり、台湾の接収が現実化するにつき、台湾総督府の権威も低下してきた。また敗戦時に30万を数えていた第10方面軍が、敗戦後に現地招集者や台湾人の招集解除により17万人程度に減ったとはいえ、なお駐留を続けていた。連合国にとっても現地に日本軍が残留していることは、治安維持の観点でも好ましくないので、日本で不足している輸送用船舶を提供してでも、出来るだけ早く本国に帰還させようと考え始めた。そこで最初に軍人・軍属を優先的に復員させ、その後1946年2月21日から民間人の帰還を開始した。この2月21日以降の帰還事業は、第一次帰還から第三次帰還を中心に数次に分けられる。
この台湾からの引き揚げ事業で帰還した日本人は、最終的に、軍人・軍属15万7,388人、民間人32万2,156人、合計47万9,544人である。

## 第一次帰還
第一次帰還は、1946年2月21日から同年4月29日までの2か月の間に行われた。この2カ月の間に帰還された台湾在留日本人の内訳は以下のとおりである。
| 軍人・軍属の家族 | 8,208人     |
| 遺族・留守家族   | 5万9,941人  |
| 一般日僑         | 21万5,956人 |
| 計               | 28万4,105人 |

「日僑」とは、日本国外にいる日本人のことを「華僑」になぞらえた中華民国側の呼び方である。台湾各地に住んでいた台湾在留日本人は、基隆、高雄、花蓮港のいずれかの「集中営」に集められ、これらの港から乗船した。「集中営」とは岸壁に仮設された倉庫のことである。3月2日出航分からは、月日別・出航地別の人数の記録が残されている。この記録によると3月2日から4月18日まで例外なく毎日出航者を送り出しており、二か月以内の極めて短期間に3万人弱の引き揚げ者を帰還させていた実態がよく把握できる。
| 日付 | 基隆港  | 高雄港 | 花蓮港 | 三港合計 |
| ---- | ------- | ------ | ------ | -------- |
| 3/2  | 2,616   | 0      | 0      | 2,616    |
| 3/3  | 3,148   | 0      | 0      | 3,148    |
| 3/4  | 4,645   | 0      | 0      | 4,645    |
| 3/5  | 2,380   | 0      | 0      | 2,380    |
| 3/6  | 5,715   | 11     | 0      | 5,726    |
| 3/7  | 0       | 316    | 0      | 316      |
| 3/8  | 0       | 159    | 0      | 159      |
| 3/9  | 7,471   | 104    | 0      | 7,575    |
| 3/10 | 7,656   | 0      | 0      | 7,656    |
| 3/11 | 5,208   | 938    | 0      | 6,146    |
| 3/12 | 3,641   | 2,528  | 0      | 6,169    |
| 3/13 | 257     | 1,857  | 0      | 2,114    |
| 3/14 | 13,115  | 0      | 0      | 13,115   |
| 3/15 | 1,207   | 2,588  | 0      | 3,795    |
| 3/16 | 3,429   | 5,075  | 0      | 8,504    |
| 3/17 | 5,675   | 6,560  | 0      | 12,235   |
| 3/18 | 5,430   | 0      | 0      | 5,430    |
| 3/19 | 8,169   | 3,231  | 0      | 11,400   |
| 3/20 | 1,056   | 0      | 0      | 1,056    |
| 3/21 | 1,524   | 0      | 0      | 1,524    |
| 3/22 | 7,106   | 497    | 0      | 7,603    |
| 3/23 | 7,618   | 3,840  | 0      | 11,458   |
| 3/24 | 18,802  | 6,058  | 0      | 24,860   |
| 3/25 | 7,674   | 3,206  | 0      | 10,880   |
| 3/26 | 6,530   | 6,379  | 0      | 12,909   |
| 3/27 | 7,697   | 0      | 0      | 7,697    |
| 3/28 | 7,596   | 3,257  | 0      | 10,853   |
| 3/29 | 8,123   | 3,332  | 0      | 11,455   |
| 3/30 | 13,894  | 0      | 0      | 13,894   |
| 3/31 | 0       | 5,854  | 0      | 5,854    |
| 4/1  | 7,095   | 2,739  | 1,792  | 11,626   |
| 4/2  | 1,356   | 0      | 527    | 1,883    |
| 4/3  | 3,211   | 2,753  | 1,160  | 7,124    |
| 4/4  | 10,527  | 0      | 1,140  | 11,667   |
| 4/5  | 0       | 0      | 923    | 923      |
| 4/6  | 0       | 0      | 748    | 748      |
| 4/7  | 0       | 2,520  | 0      | 2,520    |
| 4/8  | 0       | 0      | 1,432  | 1,432    |
| 4/9  | 4,611   | 229    | 403    | 5,243    |
| 4/10 | 0       | 0      | 1,477  | 1,477    |
| 4/11 | 0       | 0      | 1,955  | 1,955    |
| 4/12 | 1,486   | 0      | 1,697  | 3,183    |
| 4/13 | 0       | 0      | 584    | 584      |
| 4/14 | 1,924   | 0      | 259    | 2,183    |
| 4/15 | 600     | 0      | 462    | 1,062    |
| 4/16 | 0       | 0      | 373    | 373      |
| 4/17 | 0       | 0      | 1,307  | 1,307    |
| 4/18 | 0       | 0      | 894    | 894      |
| 4/20 | 1,663   | 618    | 627    | 2,908    |
| 4/21 | 0       | 0      | 1,620  | 1,620    |
| 4/23 | 17      | 0      | 0      | 17       |
| 4/29 | 151     | 0      | 0      | 151      |
| 合計 | 200,023 | 64,649 | 19,380 | 284,052  |

この期間の帰還事業に投入された船舶は延べ212隻である。このうち83隻がリバティ型輸送船であり、これで計23万人近くを帰還させることができた。この他米軍管理下にあった旧日本軍の輸送船や商船等も引き揚げ輸送に投入された。台湾からの引揚者が上陸した港は、大竹、田辺、鹿児島、宇品、佐世保に集中している。その他少数ではあるが、名古屋、浦賀、博多に上陸した例もある。

## 第二次帰還
第二次帰還事業は、「留用日僑」と「残余日僑」と呼ばれた日本人が対象となった。「留用日僑」とは、教育、研究、専売、電力、糖業、各種産業、農林水産、鉄道、港湾の各分野について中華民国政府に有用であるとして、同国政府の要望により留用された日本人を指す。1946年4月14日時点では、7,174人（家族を含めると2万7,612人）の留用日僑がいたとされる。
「残余日僑」とは、帰国を拒んだ潜伏者、密航者、台湾人と結婚したが離縁され帰国を求めている日本人、収監中の犯罪者、戦犯容疑者、施設に保護されている孤児、療養所に残されている高齢者、結核・ハンセン病・精神病患者等であった。
1946年10月から12月の間に行われ、延べ9隻の船舶が使用され、計1万8,585人が帰国した。その内訳は、「留用日僑」は1万6,997人、「残余日僑」は1,588人であった。
本来は、中華民国政府の要望により留用したものであるだけに、中華民国政府がその費用を負担すべきものであるが、その余裕はなかった。さりとて日本政府も無視することはできず、結局、日本政府が病院船「橘丸」をはじめとする延べ6隻、中華民国政府が「台南号」をはじめとする延べ3隻の計9隻が、この任にあたった。

## 第三次帰還
第二次帰還事業までで台湾在留日本人の大多数が帰還したが、1947年（昭和22年）の時点で919人（家族を含めると3,322人）の留用日僑が残っていたとされる。同年同月に発生した「2・28事件」を受けて、留用解除が一気に進んだ。同年5月7日に病院船「橘丸」が佐世保港に入港し、1,000人余りが上陸した。翌日には、台湾船「台南号」が佐世保港に入港し、2,203人が上陸した。

## 最終段階
1948年（昭和23年）5月に海王丸 (初代)による第四次帰還事業が、同年12月に同じく海王丸による第5次帰還事業が行われた。1949年（昭和24年）8月14日に239人が佐世保港に到着した第六次帰還事業をもって、政府レベルでの台湾からの引き揚げ事業は最後のものとなった。しかし、この時点でも、国立台湾大学には、松本巍、高坂知武、磯永吉の3名が留用されていた。磯の帰国は1957年（昭和32年）のことである。